# Linton Maina
Linton Maina (Berlijn, 23 juni 1999) is een Duits voetballer, die doorgaans uitkomt als linkervleugelaanvaller. Hij verruilde Hannover 96 in juli 2022 voor FC Köln.

## Clubcarrière
Maina begon met voetballen bij SV Pfefferwerk en verruilde dat in 2011 voor SV Empor Berlin. Hij werd in 2014 opgenomen in de jeugdopleiding van Hannover 96. Maina zette in 2017 de stap naar de eerste ploeg en tekende een contract voor vijf jaar. Hij maakte op 18 maart 2018 zijn debuut in de Bundesliga, in een met 1–0 verloren wedstrijd uit bij Borussia Dortmund. Hij verving toen vier minuten voor tijd Marvin Bakalorz. Maina speelde tot en met seizoen 2018/19 in 22 speelronden in de Bundesliga. Hij maakte op 9 november 2018 zijn eerste doelpunt als prof. Hij zorgde toen voor de 1–0 in een competitiewedstrijd tegen VfL Wolfsburg. Zijn teamgenoten en hij wonnen die dag met 2–1. Maina degradeerde na 2018/19 met Hannover naar de 2. Bundesliga. Hierin speelde hij in de volgende drie seizoenen 69 wedstrijden, zonder ooit dicht bij promotie te komen.
Maina verruilde Hannover 96 in juli 2022 transfervrij voor FC Köln. Hij keerde zo na drie seizoenen terug in de Bundesliga. Maina groeide in Keulen in een maand uit tot basisspeler. Hij kwam in 2022/23 ook voor het eerst uit in een Europees toernooi, in de Conference League.

## Clubstatistieken
| Seizoen | Club        | Competitie    | Competitie | Competitie | Beker | Beker | Internationaal | Internationaal | Totaal | Totaal |
| Seizoen | Club        | Competitie    | Wed.       | Dlp.       | Wed.  | Dlp.  | Wed.           | Dlp.           | Wed.   | Dlp.   |
| ------- | ----------- | ------------- | ---------- | ---------- | ----- | ----- | -------------- | -------------- | ------ | ------ |
| 2017/18 | Hannover 96 | Bundesliga    | 2          | 0          | 0     | 0     | —              | —              | 2      | 0      |
| 2018/19 | Hannover 96 | Bundesliga    | 20         | 1          | 1     | 0     | —              | —              | 21     | 1      |
| 2019/20 | Hannover 96 | 2. Bundesliga | 24         | 2          | 1     | 0     | —              | —              | 25     | 2      |
| 2020/21 | Hannover 96 | 2. Bundesliga | 18         | 2          | 1     | 0     | —              | —              | 19     | 2      |
| 2021/22 | Hannover 96 | 2. Bundesliga | 27         | 6          | 3     | 0     | —              | —              | 30     | 6      |
| 2022/23 | FC Köln     | Bundesliga    | 33         | 3          | 1     | 0     | 8              | 0              | 42     | 3      |
| 2023/24 | FC Köln     | Bundesliga    | 3          | 0          | 0     | 0     | —              | —              | 3      | 0      |
| Totaal  | Totaal      | Totaal        | 127        | 14         | 7     | 0     | 8              | 0              | 142    | 14     |

Bijgewerkt op 19 september 2023.

## Interlandcarrière
Maina maakte deel uit van alle Duitse nationale jeugdselecties van Duitsland –16 tot en met Duitsland –20. Hij kwam met geen van deze teams uit op een eindtoernooi.